# Associazione Calcio Monza 2023-2024
Questa voce raccoglie le informazioni riguardanti l'Associazione Calcio Monza nelle competizioni ufficiali della stagione 2023-2024.

## Stagione
La stagione 2023-2024 è la seconda consecutiva in Serie A per il Monza. Nella precedente stagione si è posizionato undicesimo in classifica a ridosso della zona Europa.
La squadra di Palladino, pur perdendo alcuni elementi importanti della rosa, come Carlos Augusto (ceduto all'Inter) e Nicolò Rovella (ceduto alla Lazio), si rinforza con gli arrivi di Danilo D'Ambrosio e Roberto Gagliardini, entrambi svincolati dopo l'esperienza all'Inter, Jean Daniel Akpa-Akpro, dalla Lazio, Georgios Kyriakopoulos dal Sassuolo, e Lorenzo Colombo, dal Milan (la stagione precedente in prestito al Lecce). A fine settembre, inoltre, arriva, a sorpresa, anche Alejandro Gomez, ex Atalanta, anch'esso da svincolato dopo l'esperienza al Siviglia.
Nel calciomercato invernale, si aggiungono al gruppo biancorosso Milan Djuric, dall'Hellas Verona, Daniel Maldini, in prestito dal Milan, e Alessio Zerbin, in prestito dal Napoli.
La stagione si rivela positiva. I brianzoli si mantengono sempre lontani dalla zona retrocessione, cullando anche, per un breve periodo, sogni europei, ma alla fine concludono a metà classifica, con un buon dodicesimo posto, a 45 punti (7 in meno della stagione precedente).

## Divise e sponsor
Il fornitore tecnico per la stagione 2023-2024 è Lotto, mentre lo sponsor ufficiale è Motorola. Sulla maglia è presente anche lo sponsor U-Power, lo sleeve sponsor è Dell'Orto mentre il back sponsor è Pulsee Luce e Gas.
| Casa | Trasferta | Terza divisa |

## Organigramma societario
Dal sito internet ufficiale della società.
Area direttiva
- Proprietario: Fininvest S.p.A.
- Presidente onorario: Paolo Berlusconi
- Vice Presidente e Amministratore delegato: Adriano Galliani
- Direttore Sportivo: Michele Franco
- Direttore area Tecnica: François Modesto
- Direttore operativo: Daniela Gozzi
- Segreteria generale: Davide Guglielmetti
- Responsabile commerciale: Fabio Guido Aureli
- Ufficio Marketing e social media: Francesco Bevilacqua
- Club manager: Michele Franco
- Team manager: Carmine Russo
- Addetto stampa: Enrico Cerruti
- SLO: Vincenzo Iacopino
- Responsabile comunicazione: Daria Nicoli
- Responsabile generale settore giovanile: Mauro Bianchessi
- Responsabile settore giovanile: Francesco Panzerini
- Responsabile attività di base: Riccardo Monguzzi
- Coordinatore tecnico primavera: Sergio Floccari
- Responsabile attività femminile: Roberta Antignozzi

Consiglio di amministrazione
- Membri di amministrazione: Adriano Galliani, Paolo Berlusconi, Danilo Pellegrino, Leandro Cantamessa, Roberto Mazzo, Elio Lolla, Leonardo Brivio, Cristina Rossello

Area tecnica
- Allenatore: Raffaele Palladino
- Allenatore in seconda: Stefano Citterio
- Collaboratore tecnico: Gianluca Polistina, Mattia Casella, Marco Latino
- Preparatore atletico: Simon Barjie, Fabio Corabi
- Collaboratore preparatore atletico: Gianni Bulgarini
- Preparatore portieri: Alfredo Magni
- Collaboratore allenatore portieri: Alessandro Dall’Omo
- Fisioterapisti: Giorgio Biraghi, Simone Borgonovo, Dario Lorenzo Dameno, Gabriele Piovera, Alberto Santorelli
- Massofisioterapista: Daniele Orazio Bollati
- Recupero infortunati: Simon Barjie
- Responsabile Sanitario: Dr. Fabio Francese
- Medico sociale: Dr. Paolo Santamaria

## Rosa
Rosa e numerazione aggiornate al 31 gennaio 2024.
| N. |                                 | Ruolo | Calciatore             |
| -- | ------------------------------- | ----- | ---------------------- |
| 1  | Italia (bandiera)               | P     | Eugenio Lamanna        |
| 2  | Italia (bandiera)               | D     | Giulio Donati          |
| 3  | Italia (bandiera)               | D     | Armando Anastasio      |
| 4  | Italia (bandiera)               | D     | Armando Izzo           |
| 5  | Italia (bandiera)               | D     | Luca Caldirola         |
| 6  | Italia (bandiera)               | C     | Roberto Gagliardini    |
| 7  | Guinea Equatoriale (bandiera)   | C     | José Machín            |
| 8  | Costa d'Avorio (bandiera)       | C     | Jean-Daniel Akpa-Akpro |
| 9  | Italia (bandiera)               | A     | Lorenzo Colombo        |
| 10 | Italia (bandiera)               | A     | Gianluca Caprari       |
| 11 | Bosnia ed Erzegovina (bandiera) | A     | Milan Đurić            |
| 11 | Argentina (bandiera)            | C     | Franco Carboni         |
| 13 | Portogallo (bandiera)           | D     | Pedro Pereira          |
| 16 | Italia (bandiera)               | P     | Michele Di Gregorio    |
| 17 | Argentina (bandiera)            | C     | Alejandro Gómez        |
| 18 | Italia (bandiera)               | D     | Davide Bettella        |
| 19 | Italia (bandiera)               | D     | Samuele Birindelli     |
| 20 | Italia (bandiera)               | A     | Alessio Zerbin         |
| 21 | Argentina (bandiera)            | C     | Valentín Carboni       |
| 22 | Spagna (bandiera)               | D     | Pablo Marí             |

| N. |                       | Ruolo | Calciatore                |
| -- | --------------------- | ----- | ------------------------- |
| 23 | Italia (bandiera)     | P     | Alessandro Sorrentino     |
| 24 | Croazia (bandiera)    | A     | Mirko Marić               |
| 26 | Bulgaria (bandiera)   | D     | Valentin Antov            |
| 27 | Italia (bandiera)     | C     | Daniel Maldini            |
| 27 | Italia (bandiera)     | C     | Mattia Valoti             |
| 28 | Italia (bandiera)     | C     | Andrea Colpani            |
| 31 | Italia (bandiera)     | D     | Mario Sampirisi           |
| 32 | Italia (bandiera)     | C     | Matteo Pessina (capitano) |
| 33 | Italia (bandiera)     | D     | Danilo D'Ambrosio         |
| 37 | Italia (bandiera)     | A     | Andrea Petagna            |
| 38 | Francia (bandiera)    | C     | Warren Bondo              |
| 44 | Italia (bandiera)     | D     | Andrea Carboni            |
| 46 | Italia (bandiera)     | D     | Giorgio Cittadini         |
| 47 | Portogallo (bandiera) | A     | Dany Mota                 |
| 61 | Italia (bandiera)     | A     | Andrea Ferraris           |
| 66 | Italia (bandiera)     | P     | Stefano Gori              |
| 77 | Grecia (bandiera)     | D     | Georgios Kyriakopoulos    |
| 79 | Serbia (bandiera)     | A     | Matija Popović            |
| 80 | Italia (bandiera)     | C     | Samuele Vignato           |
| 84 | Italia (bandiera)     | A     | Patrick Ciurria           |

## Calciomercato

### Sessione estiva(dal 1/07 al 1/09)
| Acquisti         | Acquisti               | Acquisti         | Acquisti                                      |
| R.               | Nome                   | da               | Modalità                                      |
| ---------------- | ---------------------- | ---------------- | --------------------------------------------- |
| P                | Stefano Gori           | Juventus         | prestito con diritto di riscatto              |
| D                | Giorgio Cittadini      | Atalanta         | prestito                                      |
| D                | Danilo D'Ambrosio      | Inter            | svincolato                                    |
| D                | Georgios Kyriakopoulos | Sassuolo         | prestito con obbligo condizionale di riscatto |
| C                | Jean-Daniel Akpa-Akpro | Lazio            | prestito con diritto di riscatto              |
| C                | Valentín Carboni       | Inter            | prestito                                      |
| C                | Roberto Gagliardini    | Inter            | svincolato                                    |
| C                | Alejandro Gómez        | Siviglia         | svincolato                                    |
| A                | Lorenzo Colombo        | Milan            | prestito                                      |
| Altre operazioni |                        |                  |                                               |
| R.               | Nome                   | da               | Modalità                                      |
| P                | Alessio Cragno         | Cagliari         | riscatto prestito (3,6 milioni €)             |
| P                | Stefano Rubbi          | Pergolettese     | fine prestito                                 |
| D                | Armando Anastasio      | Pro Vercelli     | fine prestito                                 |
| D                | Davide Bettella        | Palermo          | fine prestito                                 |
| D                | Andrea Carboni         | Venezia          | fine prestito                                 |
| D                | Armando Izzo           | Torino           | definitivo (3 milioni €)                      |
| D                | Pablo Marí             | Arsenal          | riscatto prestito (5 milioni €)               |
| D                | Pedro Pereira          | Alanyaspor       | fine prestito                                 |
| D                | Mario Sampirisi        | Frosinone        | fine prestito                                 |
| C                | Warren Bondo           | Reggina          | fine prestito                                 |
| C                | Luca Mazzitelli        | Frosinone        | fine prestito                                 |
| C                | Tommaso Morosini       | Sangiuliano City | fine prestito                                 |
| C                | Matteo Pessina         | Atalanta         | riscatto prestito (15 milioni €)              |
| A                | Gianluca Caprari       | Verona           | riscatto prestito (9 milioni €)               |
| A                | Davide Diaw            | Modena           | fine prestito                                 |
| A                | Leonardo Mancuso       | Como             | fine prestito                                 |
| A                | Andrea Petagna         | Napoli           | riscatto prestito (11,5 milioni €)            |

| Cessioni         | Cessioni           | Cessioni  | Cessioni                                                                                        |
| R.               | Nome               | a         | Modalità                                                                                        |
| ---------------- | ------------------ | --------- | ----------------------------------------------------------------------------------------------- |
| P                | Alessio Cragno     | Sassuolo  | prestito con diritto di riscatto                                                                |
| D                | Carlos Augusto     | Inter     | prestito (4,5 milioni €) con diritto e obbligo condizionale di riscatto (7,5 milioni € + bonus) |
| D                | Giulio Donati      |           | svincolato                                                                                      |
| D                | Marlon             | Šachtar   | fine prestito                                                                                   |
| D                | Luca Marrone       | Lecco     | svincolato                                                                                      |
| D                | Mario Sampirisi    | Reggiana  | definitivo                                                                                      |
| D                | Valentin Antov     | Cremonese | prestito                                                                                        |
| D                | Armando Anastasio  | Casertana | prestito                                                                                        |
| C                | Andrea Barberis    | Pisa      | svincolato                                                                                      |
| C                | Marco D'Alessandro | Pisa      | prestito con diritto di riscatto                                                                |
| C                | Filippo Ranocchia  | Juventus  | fine prestito                                                                                   |
| C                | Nicolò Rovella     | Juventus  | fine prestito                                                                                   |
| C                | Stefano Sensi      | Inter     | fine prestito                                                                                   |
| C                | Mattia Valoti      | Pisa      | prestito con diritto di riscatto                                                                |
| A                | Davide Diaw        | Bari      | prestito con obbligo condizionale di riscatto                                                   |
| A                | Christian Gytkjaer | Venezia   | svincolato                                                                                      |
| A                | Andrea Petagna     | Cagliari  | prestito con diritto di riscatto (8 milioni €)                                                  |
| Altre operazioni |                    |           |                                                                                                 |
| R.               | Nome               | a         | Modalità                                                                                        |
| P                | Alessio Cragno     | Cagliari  | fine prestito                                                                                   |
| D                | Armando Izzo       | Torino    | fine prestito                                                                                   |
| D                | Pablo Marí         | Arsenal   | fine prestito                                                                                   |
| C                | Luca Mazzitelli    | Frosinone | riscatto prestito                                                                               |
| C                | Tommaso Morosini   |           | svincolato                                                                                      |
| C                | Matteo Pessina     | Atalanta  | fine prestito                                                                                   |
| A                | Gianluca Caprari   | Verona    | fine prestito                                                                                   |
| A                | Leonardo Mancuso   | Palermo   | prestito con diritto e obbligo condizionale di riscatto                                         |
| A                | Andrea Petagna     | Napoli    | fine prestito                                                                                   |

### Sessione invernale(dal 3/01 all'1/02)
| Acquisti         | Acquisti       | Acquisti | Acquisti                 |
| R.               | Nome           | da       | Modalità                 |
| ---------------- | -------------- | -------- | ------------------------ |
| C                | Daniel Maldini | Milan    | prestito                 |
| A                | Milan Đurić    | Verona   | definitivo (2 milioni €) |
| A                | Matija Popović | Napoli   | prestito                 |
| A                | Alessio Zerbin | Napoli   | prestito                 |
| Altre operazioni |                |          |                          |
| R.               | Nome           | da       | Modalità                 |

| Cessioni         | Cessioni          | Cessioni | Cessioni   |
| R.               | Nome              | a        | Modalità   |
| ---------------- | ----------------- | -------- | ---------- |
| C                | Franco Carboni    | Ternana  | prestito   |
| D                | Giorgio Cittadini | Genoa    | prestito   |
| A                | Mirko Marić       | Rijeka   | prestito   |
| P                | Eugenio Lamanna   | Lecco    | definitivo |
| Altre operazioni |                   |          |            |
| R.               | Nome              | a        | Modalità   |

## Risultati

### Serie A

#### Girone di andata
| Arbitro: | Colombo (Como) |

|                  |           |  |
| Martínez 8’, 76’ | Marcatori |  |

| Arbitro: | Aureliano (Bologna) |

|                  |           |  |
| Colpani 45’, 53’ | Marcatori |  |

| Arbitro: | Marcenaro (Genova) |

|                              |           |  |
| Éderson 5’ Scamacca 42’, 62’ | Marcatori |  |

| Arbitro: | Marinelli (Tivoli) |

|             |           |                    |
| Colpani 24’ | Marcatori | 3’ (rig.) Krstović |

| Arbitro: | Abisso (Palermo) |

|                     |           |                 |
| Immobile 12’ (rig.) | Marcatori | 36’ Gagliardini |

| Monza 28 settembre 2023, ore 18:30 CEST 6ª giornata | Monza           | 0 – 0 referto | Bologna | U-Power Stadium (8 930 spett.)\| Arbitro: \| Pezzuto (Lecce) \| |
| Arbitro:                                            | Pezzuto (Lecce) |               |         |                                                                 |

| Arbitro: | Zufferli (Udine) |

|  |           |             |
|  | Marcatori | 66’ Colombo |

| Arbitro: | Massimi (Termoli) |

|                                           |           |  |
| Colpani 9’ Vignato 18’ Pessina 82’ (rig.) | Marcatori |  |

| Arbitro: | Ayroldi (Molfetta) |

|                 |           |  |
| El Shaarawy 90’ | Marcatori |  |

| Arbitro: | Prontera (Bologna) |

|             |           |           |
| Colpani 27’ | Marcatori | 66’ Lucca |

| Arbitro: | Collu (Cagliari) |

|                |           |                                |
| Folorunsho 86’ | Marcatori | 41’, 73’ Colombo 84’ Caldirola |

| Arbitro: | Doveri (Roma 1) |

|             |           |          |
| Colpani 65’ | Marcatori | 55’ Ilić |

| Arbitro: | Marchetti (Ostia Lido) |

|             |           |           |
| Dossena 10’ | Marcatori | 61’ Marić |

| Arbitro: | Fabbri (Ravenna) |

|               |           |                        |
| Carboni 90+2’ | Marcatori | 12’ Rabiot 90+4’ Gatti |

| Arbitro: | Collu (Cagliari) |

|          |           |  |
| Mota 83’ | Marcatori |  |

| Arbitro: | Aureliano (Bologna) |

|                                   |           |  |
| Reijnders 3’ Simić 41’ Okafor 76’ | Marcatori |  |

| Arbitro: | Sacchi (Macerata) |

|  |           |            |
|  | Marcatori | 7’ Beltrán |

| Napoli 29 dicembre 2023, ore 18:30 CET 18ª giornata | Napoli              | 0 – 0 referto | Monza | Stadio Diego Armando Maradona (50 636 spett.)\| Arbitro: \| Di Bello (Brindisi) \| |
| Arbitro:                                            | Di Bello (Brindisi) |               |       |                                                                                    |

| Arbitro: | Ferrieri Caputi (Livorno) |

|                              |           |                                       |
| Harroui 56’ Soulé 76’ (rig.) | Marcatori | 18’ Mota 45’ Carboni 55’ (aut.) Soulé |

#### Girone di ritorno
| Arbitro: | Rapuano (Rimini) |

|                    |           |                                                                |
| Pessina 68’ (rig.) | Marcatori | 12’ (rig.), 60’ Çalhanoğlu 14’, 84’ (rig.) Martínez 88’ Thuram |

| Arbitro: | Giua (Olbia) |

|                         |           |  |
| Żurkowski 13’, 38’, 73’ | Marcatori |  |

| Arbitro: | Manganiello (Pinerolo) |

|             |           |  |
| Colpani 31’ | Marcatori |  |

| Udine 3 febbraio 2024, ore 15:00 CET 23ª giornata | Udinese            | 0 – 0 referto | Monza | Bluenergy Stadium (11 373 spett.)\| Arbitro: \| Prontera (Bologna) \| |
| Arbitro:                                          | Prontera (Bologna) |               |       |                                                                       |

| Monza 11 febbraio 2024, ore 15:00 CET 24ª giornata | Monza           | 0 – 0 referto | Verona | U-Power Stadium (10 885 spett.)\| Arbitro: \| Massa (Imperia) \| |
| Arbitro:                                           | Massa (Imperia) |               |        |                                                                  |

| Arbitro: | Colombo (Como) |

|                                                       |           |                        |
| Pessina 45’ (rig.) Mota 45+6’ Bondo 90’ Colombo 90+5’ | Marcatori | 65’ Giroud 88’ Pulisic |

| Arbitro: | Fabbri (Ravenna) |

|  |           |                         |
|  | Marcatori | 78’ Maldini 83’ Pessina |

| Arbitro: | Piccinini (Forlì) |

|                |           |                                                         |
| A. Carboni 87’ | Marcatori | 38’ Pellegrini 42’ Lukaku 63’ Dybala 82’ (rig.) Paredes |

| Arbitro: | Feliciani (Teramo) |

|                             |           |                                 |
| Guðmundsson 52’ Vitinha 68’ | Marcatori | 8’ Pessina 18’ Mota 79’ Maldini |

| Arbitro: | Marcenaro (Genova) |

|             |           |  |
| Maldini 42’ | Marcatori |  |

| Arbitro: | Aureliano (Bologna) |

|                     |           |  |
| Sanabria 69’ (rig.) | Marcatori |  |

| Arbitro: | Doveri (Roma 1) |

|                      |           |                                                      |
| Đurić 9’ Colpani 62’ | Marcatori | 55’ Osimhen 57’ Politano 61’ Zieliński 68’ Raspadori |

| Bologna 13 aprile 2024, ore 20:45 CEST 32ª giornata | Bologna           | 0 – 0 referto | Monza | Stadio Renato Dall'Ara (26 903 spett.)\| Arbitro: \| La Penna (Roma 1) \| |
| Arbitro:                                            | La Penna (Roma 1) |               |       |                                                                           |

| Arbitro: | Giua (Olbia) |

|             |           |                               |
| Maldini 89’ | Marcatori | 44’ De Ketelaere 72’ El Bilal |

| Arbitro: | Santoro (Messina) |

|                |           |                      |
| Krstović 90+2’ | Marcatori | 90+8’ (rig.) Pessina |

| Arbitro: | Pairetto (Nichelino) |

|                  |           |                         |
| Đurić 75’, 90+2’ | Marcatori | 11’ Immobile 83’ Vecino |

| Arbitro: | Zufferli (Udine) |

|                         |           |          |
| González 32’ Arthur 78’ | Marcatori | 9’ Đurić |

| Arbitro: | Fabbri (Ravenna) |

|  |           |             |
|  | Marcatori | 9’ Cheddira |

| Arbitro: | Ferrieri Caputi (Livorno) |

|                            |           |  |
| Chiesa 26’ Alex Sandro 28’ | Marcatori |  |

### Coppa Italia
| Arbitro: | Santoro (Messina) |

|                |           |                               |
| D'Ambrosio 21’ | Marcatori | 64’ Nardi 84’ (rig.) Cigarini |

## Statistiche

### Statistiche di squadra
| Competizione | Punti | In casa | In casa | In casa | In casa | In casa | In casa | In trasferta | In trasferta | In trasferta | In trasferta | In trasferta | In trasferta | Totale | Totale | Totale | Totale | Totale | Totale | DR  |
| Competizione | Punti | G       | V       | N       | P       | Gf      | Gs      | G            | V            | N            | P            | Gf           | Gs           | G      | V      | N      | P      | Gf     | Gs     | DR  |
| ------------ | ----- | ------- | ------- | ------- | ------- | ------- | ------- | ------------ | ------------ | ------------ | ------------ | ------------ | ------------ | ------ | ------ | ------ | ------ | ------ | ------ | --- |
| Serie A      | 45    | 19      | 6       | 6       | 7       | 23      | 26      | 19           | 5            | 6            | 8            | 16           | 25           | 38     | 11     | 12     | 15     | 39     | 51     | -12 |
| Coppa Italia | -     | 1       | 0       | 0       | 1       | 1       | 2       | 0            | 0            | 0            | 0            | 0            | 0            | 1      | 0      | 0      | 1      | 1      | 2      | -1  |
| Totale       | -     | 20      | 6       | 6       | 8       | 24      | 28      | 19           | 5            | 6            | 8            | 16           | 25           | 39     | 11     | 12     | 16     | 40     | 53     | -13 |

### Andamento in campionato
| Giornata  | 1  | 2 | 3  | 4  | 5  | 6  | 7  | 8 | 9  | 10 | 11 | 12 | 13 | 14 | 15 | 16 | 17 | 18 | 19 | 20 | 21 | 22 | 23 | 24 | 25 | 26 | 27 | 28 | 29 | 30 | 31 | 32 | 33 | 34 | 35 | 36 | 37 | 38 |
| --------- | -- | - | -- | -- | -- | -- | -- | - | -- | -- | -- | -- | -- | -- | -- | -- | -- | -- | -- | -- | -- | -- | -- | -- | -- | -- | -- | -- | -- | -- | -- | -- | -- | -- | -- | -- | -- | -- |
| Luogo     | T  | C | T  | C  | T  | C  | T  | C | T  | C  | T  | C  | T  | C  | C  | T  | C  | T  | C  | C  | T  | C  | T  | C  | C  | T  | C  | T  | C  | T  | C  | T  | C  | T  | C  | T  | C  | T  |
| Risultato | P  | V | P  | N  | N  | N  | V  | V | P  | N  | V  | N  | N  | P  | V  | P  | P  | N  | V  | P  | P  | V  | N  | N  | V  | V  | P  | V  | V  | P  | P  | N  | P  | N  | N  | P  | P  | P  |
| Posizione | 16 | 9 | 14 | 14 | 14 | 15 | 12 | 7 | 11 | 10 | 9  | 9  | 8  | 11 | 9  | 10 | 11 | 11 | 11 | 11 | 12 | 11 | 12 | 11 | 11 | 10 | 11 | 10 | 10 | 11 | 11 | 11 | 11 | 11 | 11 | 12 | 12 | 12 |

Legenda:

Luogo: C = Casa; T = Trasferta. Risultato: V = Vittoria; N = Pareggio; P = Sconfitta.

### Statistiche dei giocatori
| Giocatore        | Serie A  | Serie A | Serie A     | Serie A    | Coppa Italia | Coppa Italia | Coppa Italia | Coppa Italia | Totale   | Totale | Totale      | Totale     |
| Giocatore        | Presenze | Reti    | Ammonizioni | Espulsioni | Presenze     | Reti         | Ammonizioni  | Espulsioni   | Presenze | Reti   | Ammonizioni | Espulsioni |
| ---------------- | -------- | ------- | ----------- | ---------- | ------------ | ------------ | ------------ | ------------ | -------- | ------ | ----------- | ---------- |
| J. Akpa-Akpro    | 19       | 0       | 5           | 0          | 0            | 0            | 0            | 0            | 19       | 0      | 5           | 0          |
| D. Bettella      | 1        | 0       | 0           | 0          | 0            | 0            | 0            | 0            | 1        | 0      | 0           | 0          |
| S. Birindelli    | 34       | 0       | 7           | 0          | 0            | 0            | 0            | 0            | 34       | 0      | 7           | 0          |
| W. Bondo         | 25       | 1       | 10          | 0          | 0            | 0            | 0            | 0            | 25       | 1      | 10          | 0          |
| L. Caldirola     | 29       | 1       | 6           | 1          | 1            | 0            | 0            | 0            | 30       | 1      | 6           | 1          |
| G. Caprari       | 6        | 0       | 0           | 0          | 1            | 0            | 0            | 0            | 7        | 0      | 0           | 0          |
| A. Carboni       | 21       | 1       | 1           | 0          | 1            | 0            | 0            | 0            | 22       | 1      | 1           | 0          |
| F. Carboni       | 0        | 0       | 0           | 0          | 1            | 0            | 0            | 0            | 1        | 0      | 0           | 0          |
| V. Carboni       | 31       | 2       | 3           | 0          | 1            | 0            | 0            | 0            | 32       | 2      | 3           | 0          |
| G. Cittadini     | 1        | 0       | 0           | 0          | 0            | 0            | 0            | 0            | 1        | 0      | 0           | 0          |
| L. Colombo       | 25       | 4       | 3           | 0          | 0            | 0            | 0            | 0            | 25       | 4      | 3           | 0          |
| A. Colpani       | 38       | 8       | 1           | 0          | 1            | 0            | 0            | 0            | 39       | 8      | 1           | 0          |
| P. Ciurria       | 22       | 0       | 2           | 0          | 1            | 0            | 0            | 0            | 23       | 0      | 2           | 0          |
| M. Di Gregorio   | 33       | -35     | 0           | 0          | 1            | -2           | 0            | 0            | 34       | -37    | 0           | 0          |
| D. D'Ambrosio    | 24       | 0       | 5           | 1          | 1            | 1            | 0            | 0            | 25       | 1      | 5           | 1          |
| G. Donati        | 4        | 0       | 2           | 0          | 0            | 0            | 0            | 0            | 4        | 0      | 2           | 0          |
| M. Đurić         | 17       | 4       | 2           | 0          | 0            | 0            | 0            | 0            | 17       | 4      | 2           | 0          |
| A. Ferraris      | 1        | 0       | 0           | 0          | 0            | 0            | 0            | 0            | 1        | 0      | 0           | 0          |
| R. Gagliardini   | 33       | 1       | 5           | 0          | 1            | 0            | 0            | 0            | 34       | 1      | 5           | 0          |
| A. Gómez         | 2        | 0       | 0           | 0          | 0            | 0            | 0            | 0            | 2        | 0      | 0           | 0          |
| A. Izzo          | 22       | 0       | 9           | 0          | 1            | 0            | 0            | 0            | 23       | 0      | 9           | 0          |
| G. Kyriakopoulos | 28       | 0       | 3           | 0          | 1            | 0            | 0            | 0            | 29       | 0      | 3           | 0          |
| J. Machín        | 10       | 0       | 2           | 0          | 0            | 0            | 0            | 0            | 10       | 0      | 2           | 0          |
| D. Maldini       | 11       | 4       | 0           | 0          | -            | -            | -            | -            | 11       | 4      | 0           | 0          |
| P. Marì          | 34       | 0       | 7           | 0          | 1            | 0            | 0            | 0            | 35       | 0      | 7           | 0          |
| M. Marić         | 10       | 1       | 0           | 0          | 1            | 0            | 0            | 0            | 11       | 1      | 0           | 0          |
| D. Mota          | 34       | 4       | 3           | 0          | 1            | 0            | 0            | 0            | 35       | 4      | 3           | 0          |
| P. Pereira       | 23       | 0       | 3           | 0          | 0            | 0            | 0            | 0            | 23       | 0      | 3           | 0          |
| M. Pessina       | 37       | 6       | 5           | 1          | 1            | 0            | 0            | 0            | 38       | 6      | 5           | 1          |
| M. Popović       | 0        | 0       | 0           | 0          | 0            | 0            | 0            | 0            | 0        | 0      | 0           | 0          |
| A. Sorrentino    | 7        | -16     | 0           | 0          | 0            | 0            | 0            | 0            | 7        | -16    | 0           | 0          |
| S. Vignato       | 10       | 1       | 2           | 0          | 1            | 0            | 0            | 0            | 11       | 1      | 2           | 0          |
| A. Zerbin        | 13       | 0       | 2           | 1          | 0            | 0            | 0            | 0            | 13       | 0      | 2           | 1          |